# Liang Yu Sheng
Liang Yu Sheng, también conocido como Leung Yue Sang (梁羽生 |mandarín: Liáng Yǔ Shēng |cantonés: Leung Yu Sang), (Guangxi, 5 de abril de 1924 - Sídney, 22 de enero de 2009), fue un escritor chino de novelas de artes marciales.

## Biografía
Se desconoce con exactitud el año de su nacimiento, algunas fuentes citan el 1922, otras el 1924 o el 1926.
De verdadero nombre Chen Wen Tung, Liang se instaló en Hong Kong en 1949, trabajando en los primeros años en un periódico local. Su primera novela, Long Hu Dou Jing Hua (lit. El dragón combate al tigre en Jing Hua), serializada en el mismo periódico, tuvo tanto éxito que Liang decidió dedicarse a las novelas de wuxia. La serie más famosa del autor es la conocida como "El monte del cielo", a la que pertenecen las novelas Siete espadas (llevada al cine en 1959 y en 2005) y La novia del cabello blanco (llevada al cine en 1959, 1980 y 1993); así como The Jade Bow (llevada al cine en 1966). En total Liang escribió 36 novelas, siendo algunas de ellas llevadas al cine y la televisión con gran éxito. 
Falleció, por causas naturales, en Sídney el 22 de enero de 2009.

## Lista de películas basadas en novelas de Liang
- Seven Swordsmen from Tianshan (1959)
- Story of the White-Haired Demon Girl (1959)
- The Three Girl Fighters (1960)
- Heroine of Flower (1961)
- The Jade Bow (1966)
- The Patriotic Knights (1971)
- White Haired Devil Lady (1980)
- The Spy in the Palace (1981)
- The Bride with White Hair (1993)
- Siete espadas (2005)